# Розе, Григорий Абрамович
Григорий Абрамович Розе (настоящая фамилия Розенблит, также Розе-Розенблит; 3 февраля 1900, Винница, Подольская губерния — январь 1942, под Смоленском) — советский художник-плакатист, график, иллюстратор, карикатурист.

## Биография
В сентябре 1919 года был призван в ряды РККА.
Автор политических антиимпериалистических плакатов «Пятилетку не сорвать!», «Пролетарий Запада, на леса социалистического строительства в СССР», «Пятилетка в четыре года. Крепи оборону СССР!», «Их кошмар. Что социал-фашисту снится, когда ему не спится…» (1930). Участвовал в первой всесоюзной выставке плаката «Плакат на службе пятилетки» (1932).
В 1988 году в Москве в серии «Мастера советской карикатуры» была выпущена книга-альбом художников-карикатуристов Григория Розе, Роберта Черняка и Герасима Эфроса.
Участник Великой Отечественной войны. Был призван 18 июля 1941 года в Москве. Интендант 3 ранга, помощник командира батальона по материально-техническому обеспечению. Пропал без вести в январе 1942 года под Смоленском.

## Публикации
- Григорий Розе, Роберт Черняк, Герасим Эфрос. Серия «Мастера советской карикатуры». М.: Советский художник, 1988.

## Семья
- Жена — Александра Ильинична Рапопорт (1900—?)[6].
  - Сын — Михаил Григорьевич Розе, кандидат экономических наук (1967), автор монографий «Планирование и экономика бытового обслуживания населения» (М.: Экономика, 1964, 1968 и 1975) и «Контроль профсоюзов за работой предприятий службы быта» (М.: Профиздат, 1973), был одним из составителей альбома карикатур отца в серии «Мастера советской карикатуры».
  - Дочь — Мария Григорьевна Розе, была замужем за Андреем Юрьевичем Кискачи (1935—1987), сыном советского художника-иллюстратора Юрия Фёдоровича Кискачи. Дети Алексей и Дмитрий Кискачи[7].

## Галерея
- Плакаты Григория Розе в коллекции Серге Григоряна
- Пятилетку не сорвать!
- Совершать кругосветное путешествие можно за 50 коп., купив лотерейный билет Авиахима (1927)